# Acortamiento
En morfología de la lengua, la abreviación o acortamiento es la contracción de palabras eliminando partes de ellas, bien sea al principio, en medio o al final. Por ejemplo, info en vez de información. No se debe confundir con el acrónimo, que es el acortamiento tomando las siglas, como la onu, la nasa o los EE. UU. La reducción del cuerpo fónico se da sobre todo en palabras que son largas y difíciles de pronunciar (por economía del lenguaje) o que se usan muy asiduamente. En ocasiones, la eliminación de letras viene acompañada de sustitución por otras (p. ej. «compañero», compi). También pueden darse acortamientos con varias palabras o colocaciones, es decir, expresiones habituales, como «por si acaso», porsiaca.
El acortamiento se hace mediante diversos metaplasmos de supresión:
- La aféresis (pérdida de los fonemas situados al comienzo de una palabra).
- La síncopa (pérdida de los fonemas internos de una palabra).
- La apócope (pérdida de los fonemas finales de una palabra).

En muchos casos, el acortamiento acaba por prevalecer en el habla común frente a la palabra original, como metro en vez de «[tren] metropolitano» o zoo en vez de «zoológico». Dependiendo de cada caso particular, el acortamiento puede restringirse al habla coloquial, al lenguaje infantil, como hipocorístico o bien un argot/jerga específico, de manera que solo en los casos de registro formal se usa la palabra en toda su extensión.

## Ejemplos
Se listan solo algunos ejemplos en el idioma español:
- Abuelo → abu, abue
- Aguacate → aguaco, ahuaca[3]
- Ahora → ora
- Autobús → bus
- Bonoloto → bono
- Camiseta → cami
- Cinematográfico → cine
- Chiquillo/a → quillo/a
- Cocaína → coca
- Colegio → cole
- Compañero → compi
- Computadora → compu
- Con permiso → cómper
- Cumpleaños → cumple
- Departamento → depa, depto
- Entretenido → entrete
- Facsímil → fax
- Facultad → facu
- Fin de semana → finde
- Fotografía → foto
- Hermano/a → mano/a, manito/a
- Heterosexual → hetero
- Ibuprofeno → ibupo
- Información → info
- Instituto → insti
- Jolines → jo
- Manifestación → mani, manifa
- Metropolitano → metro
- Muchacho/a → chacho/a
- (Servicio) militar → mili
- Oficina → ofi
- Piscina → pisci
- Por favor → porfa, porfis
- Por si acaso → porsi, porsiaca
- Preferido → prefe
- Refrigerador → refri
- Sin pagar → simpa
- Subterráneo → subte
- Sudamericano → sudaca
- Supermercado → súper
- Tatuajes → tatus
- Transferencia → tránsfer
- Trolebús → trole
- Vacaciones → vacas
- Vitrocerámica → vitro
- Zoológico → zoo

### Nombres de pila
Femeninos:
- Alejandra → Ale
- Antonia → Toñi
- Beatriz → Bea
- Carolina → Caro, Carol
- Daniela → Dani
- Estefanía → Fanny
- Gabriela → Gabi
- Isabel → Isa, Chabela
- Josefina → Josefa
- Lucía → Lu
- Margarita → Marga
- Natalia → Nati
- Patricia → Patri
- Rosalía → Rosa
- Tatiana → Tania
- Valentina → Vale
- Victoria → Vicky
- María → Mari
- Verónica → Vero
- Yolanda → Yoli

Masculinos:
- Alejandro → Alex
- Benjamín → Benja
- Carlos → Charlie
- Daniel → Dani
- Eduardo → Edu
- Francisco → Fran, Sisco
- Gabriel → Gabri, Gabi
- Hernando → Nando
- Ignacio → Nacho
- Javier → Javi
- Leonardo → Leo
- Manuel → Manu
- Nicolás → Nico
- Óscar → Osi
- Pablo → Pablito
- Rafael → Rafa
- Santiago → Santi, Yago
- Tomás → Tomy
- Vicente → Vico
- Federico → Fede

### Toponimia
La abreviación también es frecuente en topónimos, es decir, nombres de lugar:
- Antofagasta → Antofa
- Buenos Aires → Baires
- Barcelona → Barna
- Bobigny → Boboch, Boboche
- California → Cali
- Castelldefels → Castefa
- Concepción → Conce
- Cuernavaca → Cuerna
- Gran Canaria → Granca
- Guatemala → Guate
- Johannesburgo → Jo'burg
- Medellín → Medallo
- New Orleans → Nawlins
- Nezahualcóyotl → Neza
- Nicaragua → Nica
- San Francisco → Frisco
- Санкт-Петербург (San Petersburgo) → Питер (Peter)